# NXT: The Great American Bash (2023)
NXT: The Great American Bash (2023) foi o 11º evento de luta livre profissional Great American Bash produzido pela WWE e o 25º evento Great American Bash em geral. Foi realizado exclusivamente para lutadores da divisão de marcas NXT da promoção. Ao contrário dos três anos anteriores, que foram ao ar como especiais de televisão, o evento de 2023 foi ao ar como um evento de transmissão ao vivo, marcando o primeiro Great American Bash a ir ao ar no Peacock e na WWE Network. Aconteceu no domingo, 30 de julho de 2023, no H-E-B Center at Cedar Park, no subúrbio de Cedar Park, Texas, em Austin.
Sete lutas foram disputadas no evento, incluindo uma luta no pré-show. No evento principal, Carmelo Hayes derrotou Ilja Dragunov para reter o Campeonato do NXT.

## Produção

### Introdução

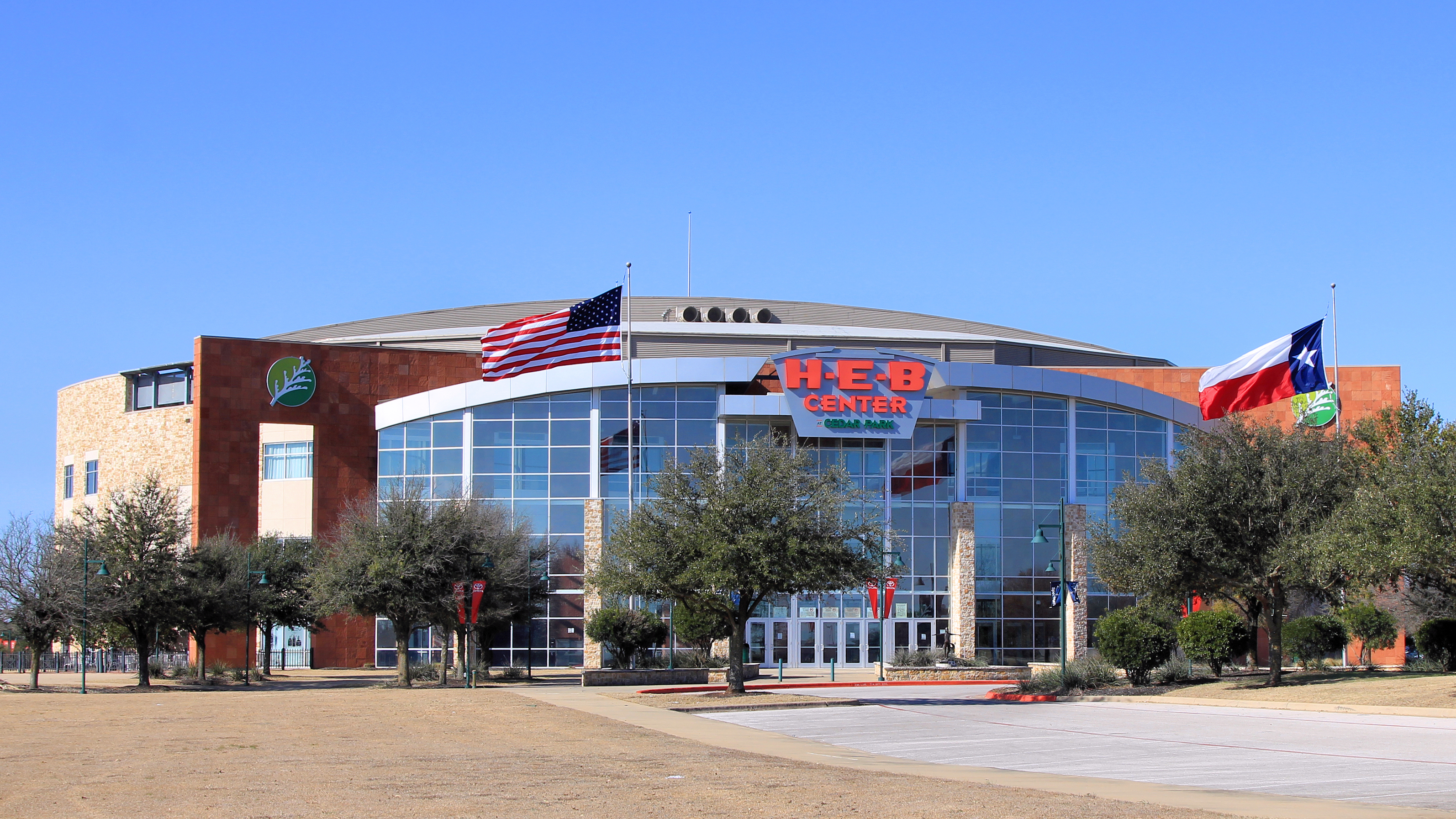
O evento será realizado no H-E-B Center at Cedar Park em Cedar Park, Texas.

The Great American Bash é um evento de luta profissional estabelecido em 1985. Após a aquisição da World Championship Wrestling (WCW) pela WWE em março de 2001, a promoção reviveu o evento como seu próprio pay-per-view (PPV) anual em 2004, que continuou até 2009. Após este evento de 2009, The Great American Bash foi descontinuado como um PPV. Em 2012, a WWE reviveu o evento para ser realizado como um episódio especial do SmackDown, mas foi novamente descontinuado. Em 2020, a WWE reviveu novamente o evento, desta vez para a marca de desenvolvimento NXT como um especial anual de televisão do programa NXT. Em 28 de maio de 2023, durante o Battleground, a WWE anunciou que o 11º Great American Bash sob a bandeira da WWE, e 25º no geral, seria realizado em 30 de julho no H-E-B Center at Cedar Park em Cedar Park, Texas. Em vez de ir ao ar como um especial de televisão como os três eventos anteriores, o evento de 2023 será realizado como um evento de transmissão ao vivo, marcando o primeiro Great American Bash a ir ao ar nas plataformas de transmissão ao vivo da WWE, Peacock nos Estados Unidos e na WWE Network na maioria dos mercados internacionais.

### Rivalidades
O card incluirá lutas que resultam de histórias roteirizadas, onde lutadores retratam heróis, vilões ou personagens menos distinguíveis em eventos roteirizados que criam tensão e culminam em uma luta livre ou uma série de lutas. Os resultados são predeterminados pelos escritores da WWE na marca NXT, enquanto as histórias são exibidas no programa de televisão semanal do NXT, NXT, e no programa de streaming online suplementar, Level Up.
No final do episódio da segunda semana do especial Gold Rush em 27 de junho, Bron Breakker enlouqueceu no escritório de Shawn Michaels antes de sair da sala gritando que ele tinha feito o seu melhor no NXT e Michaels não conseguia controlá-lo. Na semana seguinte, durante uma promo onde Breakker falou sobre sua luta com Seth "Freakin" Rollins pelo Campeonato Mundial dos Pesos Pesados duas semanas antes na primeira semana do NXT Gold Rush, ele foi interrompido por Ilja Dragunov que disse que Breakker está entre ele e o Campeonato NXT. Uma briga entre os dois explodiu a partir daí. Em 7 de julho, Michaels anunciou via Twitter que Dragunov e Breakker se enfrentariam no próximo episódio, com o vencedor recebendo uma luta pelo Campeonato do NXT de Carmelo Hayes no The Great American Bash. Na semana seguinte, Dragunov venceu a partida.
No final do episódio da segunda semana do especial Gold Rush em 27 de junho, Tiffany Stratton derrotou Thea Hail para reter o Campeonato Feminino do NXT de forma polêmica; Hail teve Stratton na finalização Kimura lock, mas devido a uma distração de Drew Gulak e Charlie Dempsey no ringue, o árbitro não viu Stratton finalizar. Três semanas depois, Hail queria uma revanche contra Stratton por seu título no The Great American Bash, que Stratton aceitou. Hail também queria adicionar uma estipulação de finalização, mas Stratton recusou, afirmando que somente ela pode adicionar estipulações. Hail então colocou Stratton em uma fechadura Kimura, e Stratton aceitou uma adição da estipulação mencionada anteriormente.
Por várias semanas, uma série de segmentos mostrou Tony D'Angelo sendo preso, com Channing "Stacks" Lorenzo fazendo de tudo para libertá-lo, enquanto lidava com Gallus (Joe Coffey, Mark Coffey e Wolfgang). No episódio de 11 de julho do NXT, Stacks derrotou Joe em uma luta. Pela estipulação pré-jogo, D'Angelo foi libertado e as acusações foram retiradas. Em uma celebração especial de "volta ao lar" para D'Angelo na semana seguinte, The Family desafiou Gallus pelo Campeonato de Duplas do NXT no The Great American Bash, que Gallus aceitou.
Durante uma batalha real para determinar a desafiante número um pelo Campeonato Feminino do NXT no episódio de 6 de junho do NXT, Blair Davenport apareceu no ringue e chamou Roxanne Perez. Perez e Davenport brigaram no ringue, e Tatum Paxley custou a Perez a luta. Na semana seguinte, Perez derrotou Paxley e, após a luta, ela convocou Davenport. No episódio de 4 de julho do NXT, Davenport derrotou Perez. Duas semanas depois, durante uma entrevista em tela dividida, ambos concordaram em uma revanche no The Great American Bash.
No episódio da primeira semana do especial Gold Rush em 20 de junho, Wes Lee derrotou Tyler Bate para reter o Campeonato Norte Americano do NXT, com Mustafa Ali como árbitro convidado especial. Na semana seguinte, durante um segmento nos bastidores, Lee confrontou Ali sobre como ele arbitrou a partida. Bate então apareceu e disse a Ali que não havia como saber quem teria vencido se a partida tivesse sido encerrada de maneira justa. Mais tarde naquela mesma noite, uma luta entre Ali e Bate foi marcada para o próximo episódio, que foi vencida por Ali. Após a luta, Ali desafiou Lee pelo título no The Great American Bash, 3) que foi oficializado em 9 de julho. No entanto, Lee perdeu o título para "Dirty" Dominik Mysterio no episódio de 18 de julho após a interferência dos colegas de Mysterio do Judgment Day. Na semana seguinte, uma luta de trios entre Mysterio, Lee e Ali foi marcada para o evento.

## Evento
| Funções:                | Nome:             |
| ----------------------- | ----------------- |
| Comentaristas           | Vic Joseph        |
| Comentaristas           | Booker T          |
| Comentaristas Espanhóis | Marcelo Rodríguez |
| Comentaristas Espanhóis | Jerry Soto        |
| Anunciadora de ringue   | Alicia Taylor     |
| Árbitros                | Adrian Butler     |
| Árbitros                | Chip Danning      |
| Árbitros                | Dallas Irvin      |
| Árbitros                | Derek Sanders     |
| Árbitros                | Jeremy Marcus     |
| Entrevistador           | McKenzie Mitchell |
| Painel pré-show         | Megan Morant      |
| Painel pré-show         | Matt Camp         |
| Painel pré-show         | Sam Roberts       |

### Pre-show
Houve apenas uma luta no pré-show e foi disputada entre Nathan Frazer, Dragon Lee, Yulisa León e Valentina Feroz; e Meta Four (Noam Dar, Oro Mensah, Lash Legend e Jakara Jackson) em uma Oito- pessoa combinação de duplas mistas. Nos estágios finais, Frazer lançou um DDT invertido em Dar, mas Jackson quebrou a imobilização. Leon e Feroz então entregaram uma combinação de mergulho dropkick / DDT para Legend, mas Dar quebrou a imobilização. Mensah então entregou um lariat de perna giratória para Frazer, mas Dragon Lee imediatamente entregou um tornado DDT para Mensah. Frazer então entregou um Springboard Spanish Fly reverso para Mensah e um tope con giro para Dar, permitindo que Dragon Lee entregasse um Asai DDT para Mensah para a vitória.

### Lutas preliminares
Na disputa de abertura, Gallus (Mark Coffey e Wolfgang) (com Joe Coffey) defendeu o NXT Tag Team Championship contra The Family (Tony D'Angelo e Channing "Stacks" Lorenzo). Nos estágios finais, D'Angelo entregou um spinebuster para Mark Coffey para uma contagem de dois. Enquanto Wolfgang tentava um senton em D'Angelo, ele involuntariamente entregou o senton em Mark Coffey. Wolfgang então entregou um Pounce e um moonsault para Stacks para uma contagem de dois. Gallus então entregou Gallus Gate para Stacks, mas D'Angelo quebrou a imobilização. D'Angelo então entregou uma powerbomb para Mark Coffey em Wolfgang nos degraus de aço. D'Angelo então atingiu Joe Coffey com um pé de cabra, permitindo que D'Angelo e Stacks entregassem o Bada Bing para Wolfgang para se tornarem os novos NXT Tag Team Champions.
Na próxima luta, Roxanne Perez enfrentou Blair Davenport em uma Weapons Wild match. Nos estágios iniciais, quando Perez estava fazendo sua entrada, Davenport saltou sobre a barricada e atacou Perez. Perez então entregou um mergulho crossbody da barricada para Davenport. Enquanto Perez tentava um mergulho suicida, Davenport jogou uma lata de lixo em Perez. Davenport então deu várias tacadas de cadeira e taco de golfe para Perez. Enquanto Davenport tentava um tiro de cadeira para Perez, Perez bloqueou e jogou uma cadeira em Davenport. Davenport então começou a bater em Perez com um cinto de couro. Perez então atingiu Davenport com um chocalho e começou a jogar Davenport através da barricada. Enquanto Perez tentava o Pop Rox, Davenport rebateu em um Alabama Slam. Davenport então entregou um Falcon Arrow para Perez em uma lata de lixo para uma contagem de dois. Perez então deu uma joelhada nos degraus, um mergulho em uma mesa e um Pop Rox em uma pilha de cadeiras para a vitória.
Em seguida, Gable Steveson enfrentou Baron Corbin. Nos estágios finais, Steveson lançou um suplex alemão para fora e travou na chave de tornozelo, mas Corbin escapou e o jogou no poste do ringue. Corbin então entregou um motorista de transporte do bombeiro e um laço para uma contagem de dois. Steveson então jogou Corbin sobre a mesa de anunciantes, mas Corbin imediatamente desferiu um antebraço voador. Os dois homens então se jogaram sobre a mesa de anunciantes quando o árbitro chegou à contagem de 10, forçando uma contagem dupla. Após a luta, Steveson e Corbin continuaram lutando, com os dois homens atacando o WWE Security e Steveson entregando um suplex de barriga para trás para Corbin na barricada.
Em seguida, Dominik Mysterio (com Rhea Ripley) defendeu o NXT North American Championship contra Wes Lee e Mustafa Ali. Nos estágios iniciais, Ali e Lee entregaram golpes simultâneos no canto para Dominik. Como Ali e Lee estavam na corda bamba, Dominik empurrou os dois homens para fora. Ali e Lee então entregaram Três Amigos para Dominik ao mesmo tempo para uma contagem de dois. Lee então entregou um Meteora em mergulho para Dominik, mas Ali quebrou a imobilização. Enquanto Ali tentava um splash de 450 ° no avental para Lee e Dominik, os dois homens saíram do caminho. Dominik então entregou um alfinete de estudante para Lee para uma contagem de dois. Lee então deu um mergulho suicida em Dominik. Enquanto Lee tentava outro mergulho suicida para Dominik, Ripley ficou na frente de Lee para evitá-lo, mas Lee imediatamente deu um tope con giro sobre Ripley e sobre Dominik. Enquanto Lee tentava trazer Dominik de volta ao ringue, Ripley o deteve e entregou um Riptide para ele através da mesa. Dominik então atingiu Lee com o Campeonato Mundial Feminino para uma contagem de dois. Enquanto Dominik tentava o Frog Splash, Ali deu um dropkick para Dominik e entregou o 450 ° splash para Lee, mas Ripley puxou Ali para fora do ringue para impedir a tentativa de pinfall, permitindo que Dominik entregasse o Frog Splash para Lee para reter o título.
Na penúltima luta, Tiffany Stratton enfrentou Thea Hail (com Andre Chase e Duke Hudson) em uma Submission match pelo NXT Women's Championship. Nas primeiras etapas, Stratton travou no Romeo Special, mas Hail reverteu na chave de braço Fujiwara, mas Stratton escapou. Stratton então desferiu um backbreaker tilt-a-whirl e um cotovelo para trás. Hail então lançou um suplex de pescador de avalanche, mas enquanto Hail tentava o senton trampolim, Stratton o rebateu em uma tesoura corporal. Hail então travou no Kimura Lock, mas Stratton alcançou as cordas. Stratton então jogou Hail nos degraus de aço, entregou o Prettiest Moonsault Ever e travou no Boston Crab, mas Hail se recusou a bater. Enquanto Hail tentava alcançar as cordas, Stratton a arrastou de volta para o ringue e travou em meio Boston Crab. Para evitar mais danos nas costas, o córner Andre Chase jogou a toalha, obrigando o árbitro a encerrar a partida e assim Stratton manteve o título.

### Evento principal
Na luta principal, Carmelo Hayes (com Trick Williams) defendeu o Campeonato do NXT contra Ilja Dragunov. Nos estágios iniciais, Hayes deu um tackle no ombro, um varal de trampolim e um chute de bomba para uma contagem de dois. Dragunov então entregou um enzeguiri, um suplex alemão e um lariat para uma contagem de dois. Dragunov então desferiu um chute saltado e um suplex alemão para outra contagem de dois. Dragunov então desferiu um antebraço ripcord e um chop para uma contagem de dois. Hayes então deu um superkick, mas Dragunov imediatamente deu um lariat para uma contagem de dois. Dragunov então travou no Cobra Clutch, mas Hayes rebateu em uma imobilização para uma contagem de dois. Dragunov então deu um chute circular para outra contagem de dois. Enquanto Hayes tentava um lariat de perna, Dragunov bloqueou em um enzeguiri, mas Hayes imediatamente entregou La Mistica. Enquanto Dragunov tentava um chop, Hayes acertou uma joelhada, um lariat e o trampolim DDT para uma quase queda. Enquanto Hayes ia para a corda superior, Dragunov o empurrou para baixo e lançou um senton de mergulho para uma contagem de dois. Enquanto Dragunov estava tentando o Coast-to-Coast, Hayes rebateu em um Codebreaker, mas enquanto Hayes estava tentando o Nothing But Net, Dragunov rebateu em uma powerbomb e deu um salto no antebraço para uma contagem de dois. Enquanto Dragunov tentava um suplex de pescador de avalanche, Hayes o rebateu em um cortador no ar. Enquanto Trick Williams conversava com Hayes do lado de fora, Dragunov entregou um Torpedo Moskau para Williams, permitindo que Hayes trouxesse Dragunov de volta ao ringue e entregasse o Nothing But Net para reter o título.

## Resultados
| Nº                                          | Resultados | Estipulações                                         | Tempo |
| ------------------------------------------- | --- | ---------------------------------------------------- | ----- |
| Pré- show                                   | Nathan Frazer, Yulisa León, Valentina Feroz e Dragon Lee derrotaram Meta-Four (Noam Dar, Jakara Jackson, Lash Legend e Oro Mensah) | Luta de duplas mistas de oito pessoas                | 10:51 |
| 1                                           | The Family (Tony D'Angelo e Channing "Stacks" Lorenzo) derrotaram Gallus (Wolfgang e Mark Coffey) (c) (com Joe Coffey)             | Luta de duplas pelo Campeonato de Duplas do NXT      | 8:43  |
| 2                                           | Roxanne Perez derrotou Blair Davenport                                                                                             | Luta de Armas Selvagens                              | 11:49 |
| 3                                           | Gable Steveson vs. Baron Corbin terminou em dupla contagem                                                                         | Luta individual                                      | 6:32  |
| 4                                           | "Dirty" Dominik Mysterio (c) (com Rhea Ripley) derrotou Wes Lee e Mustafa Ali                                                      | Luta de trios pelo Campeonato Norte Americano do NXT | 12:05 |
| 5                                           | Tiffany Stratton (c) derrotou Thea Hail (com Andre Chase e Duke Hudson) por finalização técnica                                    | Luta de submissão pelo Campeonato Feminino do NXT    | 11:45 |
| 6                                           | Carmelo Hayes (c) (com Trick Williams) derrotou Ilja Dragunov                                                                      | Luta individual pelo Campeonato do NXT               | 24:07 |
| (c) – Refere-se aos campeões antes da luta. | |                                                      |       |